# Kongsberg Gruppen
Kongsberg Gruppen é a designação um grupo de tecnologia internacional sediado em Kongsberg, que fornece sistemas e soluções de alta tecnologia para clientes nas indústrias da marinha mercante, defesa, aeroespacial, offshore de petróleo e gás e indústrias renováveis e de serviços públicos.
Em 2018, a Kongsberg teve receitas de NOK 14.381 bilhões com 6.842 funcionários em mais de 25 países.